# Jake Zyrus
Charmaine Clarice Relucio Pempengco, poznatija kao Charice, (10. svibnja 1992.) filipinska je pjevačica i glumica. Svoj svjetski uspjeh stekla je videom objavljenim na YouTubeu na kojem Charice pjeva na jednom pjevačkom natjecanju na Filipinima. Nakon toga Charice u svoje popularne emisije zovu Oprah Winfrey i Ellen DeGeneres, a i sama Oprah prozvala ju je "najtalentiranijom djevojčicom na svijetu". Osim po pjevanju Charice je poznata i po ulozi Sunshine Corazon u popularnoj američkoj televizijskoj seriji Glee. Singl, "Pyramid" njezina je najslušanija pjesma, a pjeva ju s pjevačem Iyazom.
Godine 2012. Charice je postala jedna od četiriju sudaca u filipinskoj verziji X Factora.
Charice se izjašnjava kao rimokatolkinja iako je odgojena u vjeri Iglesia in Cristo. Krštena je za svoj 18. rođendan u rimokatoličkoj katedrali u filipinskom gradu Pasig.
Godine 2013. priznala je da je lezbijka te da je u vezi s filipinskom pjevačicom Alyssom Quijano. Charice je, nakon priznanja da je homoseksualne orijentacije, bila česta meta kritika zbog "muškastog" načina oblačenja i kratko ošišane kose. Godine 2017., nakon prekida s Quijano, Charice je na Twitteru objavila da prestaje sa svojom glazbenom karijerom, a ubrzo je i obrisala taj isti profil, time jasno naznačivši da se povlači iz javnosti.

## Diskografija

### Studijski albumi
- My Inspiration (2009.)
- Charice (2010.)
- Infinity (2011.)
- Chapter 10 (2013.)
- Catharsis (2016.)

### Proširene igre
- Charice (2008.)
- Grown-Up Christmas List (2010.)

## Filmografija
| Godina        | Film                                  | Uloga                          | Bilješke                        |
| ------------- | ------------------------------------- | ------------------------------ | ------------------------------- |
| 2009.         | Alvin i vjeverice 2                   | sudionica pjevačkog natjecanja | sporedna uloga                  |
| 2010.         | May Bukas Pa                          | članica zbora                  | sporedna uloga                  |
| 2010.         | Celine: Through the Eyes of the World | Charice                        | dokumentarni film o Celine Dion |
| 2010. – 2011. | Glee                                  | Sunshine Corazon               | američka TV serija              |
| 2012.         | A sada, Boom                          | Malia De La Cruz               | glavna uloga                    |

## Vanjske poveznice
- Charice u internetskoj bazi filmova IMDb-u (engl.)

### Ostali projekti
|  | Zajednički poslužitelj ima stranicu o temi Charice Pempengco |